# Кавієві
Кавієві, мурчакові, або мурчакуваті (Caviidae) — родина ссавців ряду гризуни. Кавієві належать до групи немишовидих гризунів. Члени родини вперше з'являються в палеонтологічному літописі в середині міоцену, 20 мільйонів років тому.

## Зовнішні ознаки
Довжина голови й тіла: 200—750 мм, хвіст рудиментарний. Galea важать до 600 грамів, Dolichotis — до 16 кілограмів, Hydrochoerus — до 60 кілограмів. Шерсть груба й кучерява. Зубна формула: 1/1, 0/0, 1/1, 3/3 = 20. Зуби плосковерхі, ростуть завжди. Всі зуби, крім третього моляра мають просту структуру двох призм. 2n = 64. Члени підродин зовсім різні. Caviinae мають короткі кінцівки й вуха й міцні тіла; нігті короткі й гострі або тупі; в той час як Dolichotinae характеризуються формою кроля з довгими вухами та тонкими, довгими кінцівками; нігті копитоподібні на задніх ногах і кігтеподібні на передніх лапах; Hydrochoerinae мають важкі бочкоподібні тіла, кігті на пальцях майже копитоподібні, лямки частково з'єднують пальці як пристосування до напівводного життя.

## Поширення
Мешкають від Венесуели до південної Патагонії; вони відсутні в Чилі й деяких частинах басейну Амазонки. Можуть проживати на відкритих трав'янистих місцевостях, сухих степах, на узліссі, у болотах, в горах до висот 4000 м над рівнем моря на скелястих, високогірних луках.
Cavia porcellus розводилися на м'ясо протягом більше трьох тисяч років у Південній Америці. З середини 1800-х років ця тварина була використана для проведення лабораторних досліджень. Нині розводяться на м'ясо в Еквадорі, Перу й Болівії, й використовується як домашня тварина по всьому світі. Microcavia знищують зернові, а входи їх нір становлять небезпеку для коней.

## Поведінка
Вони зазвичай денні або сутінкові; жоден з видів не впадає в сплячку. Живляться рослинним матеріалом, але існують значні відмінності в дієтичній спеціалізації. Наприклад, Microcavia їдять листя й плоди, які вони здобувають, лазячи по деревах, в той час як Cavia не лазять і їдять тільки траву. Вони переховуються в норах, які риють самі, або в залишених іншими тваринами. Кавієві, як правило, соціальні, живуть парами або в групах. Деякі з них мають складні соціальні ієрархії. Члени цієї родини можуть розмножуватися цілий рік; вони мають період вагітності від 50 до 70 днів. Молодняк добре розвинений при народженні й досягає статевої зрілості рано.

## Систематика
Родина налічує 6 родів і 18 видів. Ця систематична таблиця не включає домашню морську свинку (Cavia porcellus), яка є одомашненою формою якоїсь із «морських свинок»; найімовірніше (за молекулярними даними) цим видом була кавія гірська.

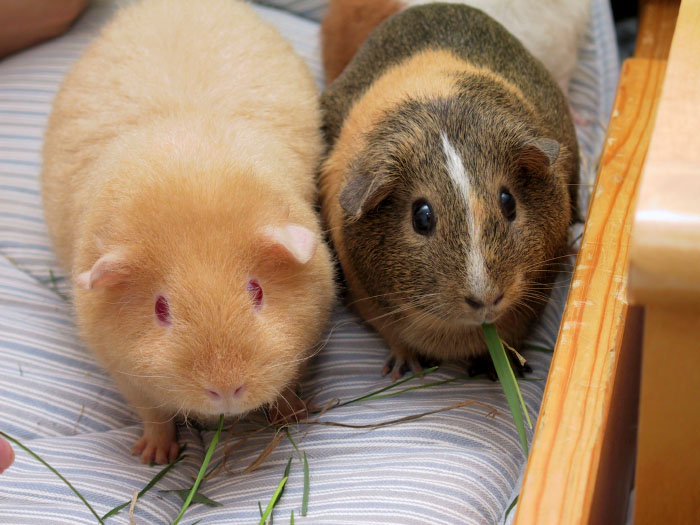
Кавія свійська — «Морські свинки» (Cavia porcellus)

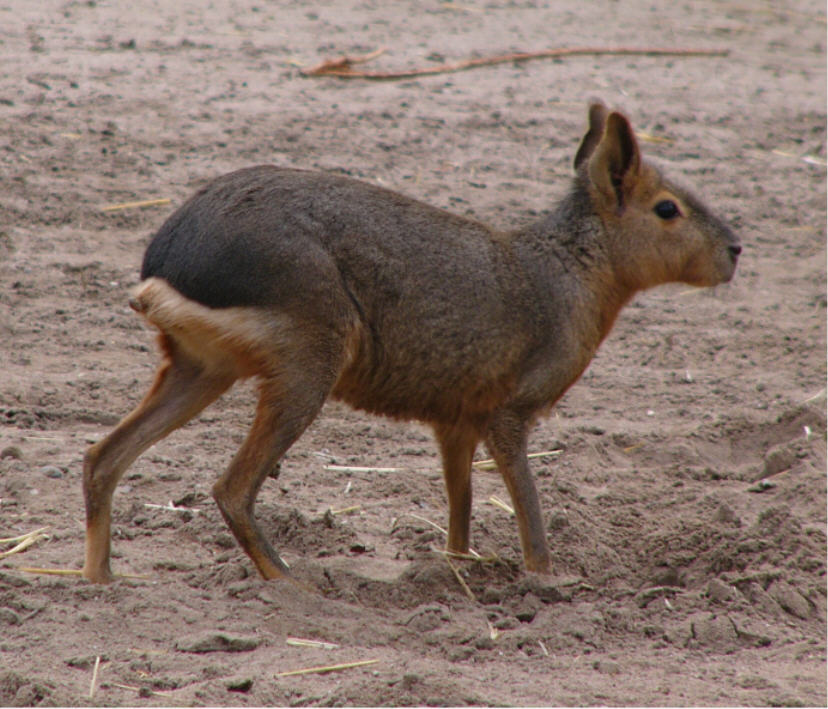
Мара патагонська (Dolichotis patagonum)

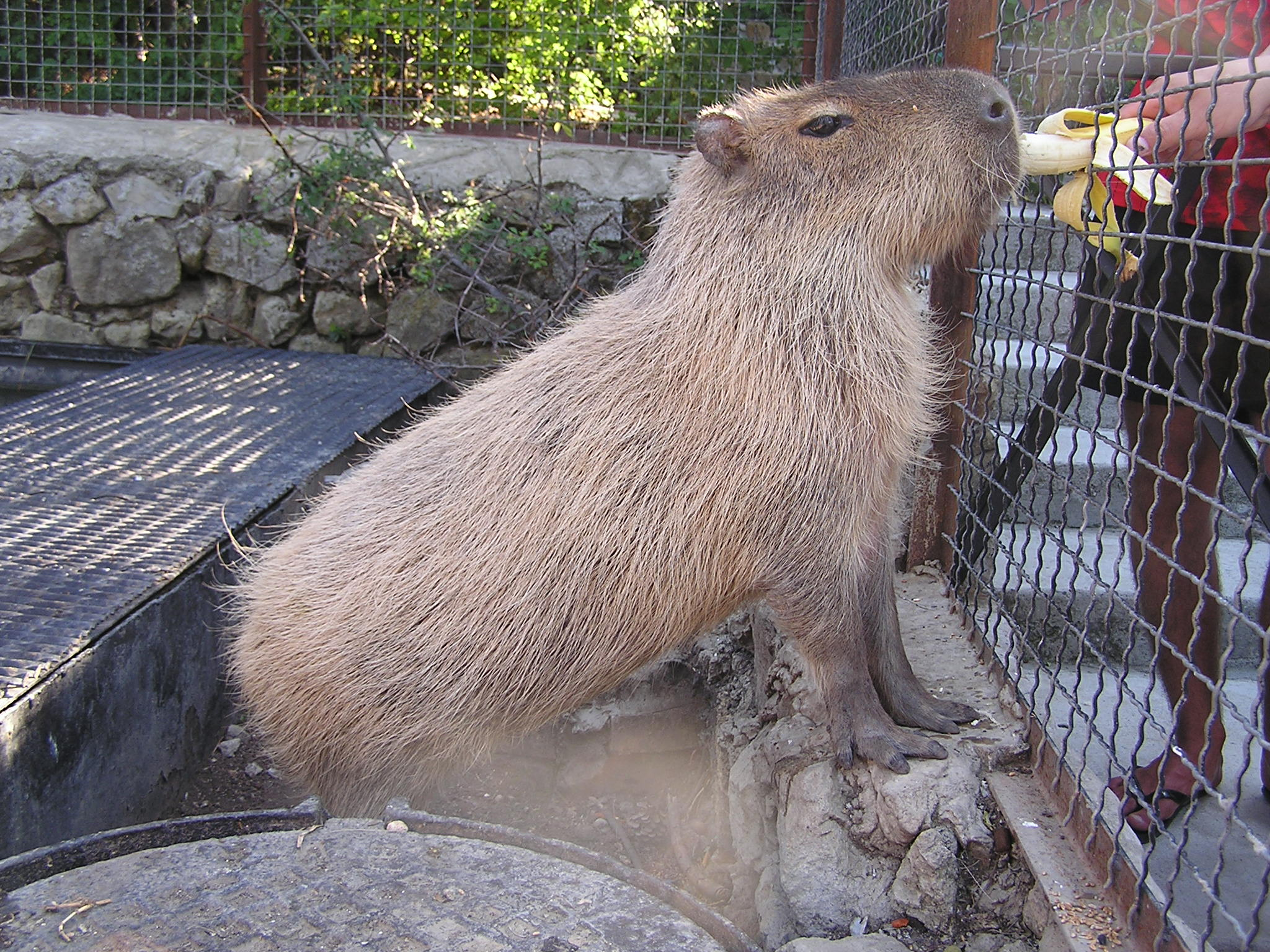
Капібара велика — Hydrochoerus hydrochaeris

- Родина Caviidae — кавієві

### ПідродинаCaviinae
- Рід Cavia (кавія, або мурчак)
  - Вид Cavia aperea (кавія бразильська)
  - Вид Cavia fulgida (кавія блискуча)
  - Вид Cavia intermedia (кавія середня)
  - Вид Cavia magna (кавія велика)
  - Вид Cavia tschudii (кавія гірська), вкл. кавія свійська (Cavia porcellus)

- Рід Galea (галея, або жовтозуба каві)
  - Вид Galea flavidens ((галея Брандта))
  - Вид Galea monasteriensis (галея Мюнстера)
  - Вид Galea musteloides (галея звичайна)
  - Вид Galea spixii (галея Спікса)

- Рід Microcavia (Гірська каві)
  - Вид Microcavia australis (гірська каві південна)
  - Вид Microcavia niata (гірська каві андська)
  - Вид Microcavia shiptoni (гірська каві Шиптона)

### Підродина Dolichotinae—марові
- Рід Dolichotis (Мара (тварина))
  - Вид Dolichotis patagonum (Мара патагонська)
  - Вид Dolichotis salinicola (Мара мала)

### Підродина Hydrochoerinae—капібарові
- Рід Hydrochoerus (Капібара)
  - Вид Hydrochoerus hydrochaeris (Капібара велика)
  - Вид Hydrochoerus isthmius (капібара мала)
- Рід Kerodon (керодон, або скельна каві)
  - Вид Kerodon acrobata (керодон акробат)
  - Вид Kerodon rupestris (керодон скельний)